# Exilisia gablerinus
Exilisia gablerinus is een vlinder uit de familie spinneruilen (Erebidae), onderfamilie beervlinders (Arctiinae). De wetenschappelijke naam van de soort is voor het eerst geldig gepubliceerd in 2008 door Kühne.
Deze nachtvlinder komt voor in tropisch Afrika.